# 马啸乡
马啸乡，中国浙江省西北部临安市下辖的一个乡。

## 辖区
该乡辖有：浙川村、浪广村、湖门村、马啸村、大鹄村、玉屏村、石长城村。